# Alladians
Els alladians (o aladjans) són els membres del grup ètnic que tenen com a llengua materna l'alladian i que viuen al sud-est de Costa d'Ivori, al territori entre la Llacuna Ebrié i l'oceà Atlàntic, a l'entorn de la ciutat de Jacqueville, a la regió de Grans Ponts. Existeixen entre 23.000 (ethnologue, 1993) i 35.000 (johuaproject) alladians. El seu codi ètnic és NAB59k i la seva ID de poble al joshuaproject és 10240.

## Territori i pobles veïns
Els alladians viuen en 21 poblacions en la franja de terra que hi ha entre la Llacuna Ebrié i la costa de l'oceà Atlàntic, a la subprefectura de Jacqueville, que està al departament homònim, a la regió de Grans Ponts.
Segons el mapa lingüístic de Costa d'Ivori, el territori alladian està en tres petits territoris. Els tres són contigus i estan situats a gairebé la totalitat del territori que hi ha entre la llacuna Ebrié i l'Atlàntic des de l'alçada de la ciutat d'Abidjan, al nord del seu extrem oriental. La part central del seu territori el comparteixen amb els aproumu aizis. A l'est, els alladians limiten amb els ebriés i els betis. A l'altra banda de la llacuna, al nord, limiten, d'est a oest, amb els ebriés, els adioukrous, els mobumrin aizis, els tiagbamrin aizis i amb els yuocoboué dides.

## Llengües
La llengua materna dels alladians és l'alladia, una llengua kwa. A més a més, també parlen el francès, que és la llengua oficial de Costa d'Ivori.

## Religió
La gran majoria dels alladians són cristians (90%). El 10% restant creuen en religions africanes tradicionals. La meitat dels alladians cristians són protestants, el 30% són catòlics i el 20% pertanyen a esglésies independents. Segons el joshuaproject, el 9% dels alladians cristians són seguidors de l'evangelisme.